# کیم جه-کیونگ
کیم جه-کیونگ (به کره‌ای: 김재경) (به انگلیسی: Kim Jae-kyung) زاده ۲۴ دسامبر ۱۹۸۸ خواننده و بازیگر اهل کره جنوبی است.